# Gnaphalostetha heinzi
Gnaphalostetha heinzi är en skalbaggsart som beskrevs av Keith 2005. Gnaphalostetha heinzi ingår i släktet Gnaphalostetha och familjen Melolonthidae. Inga underarter finns listade i Catalogue of Life.